# Tuscola (Teksas)
Tuscola je grad u američkoj saveznoj državi Teksas. Prema popisu stanovništva iz 2010. u njemu je živjelo 742 stanovnika.